# Аллен, Фрэнсис
Фрэнсис Элизабет Аллен (англ. Frances Elizabeth Allen; 4 августа 1932 года, штат Нью-Йорк — 4 августа 2020) — американский учёный в области теории вычислительных систем. Первая женщина, удостоенная премии Тьюринга (2006).
Сотрудница IBM, член Национальных Академии наук (2010) и Инженерной академии США, а также Американского философского общества (2001).

## Биография

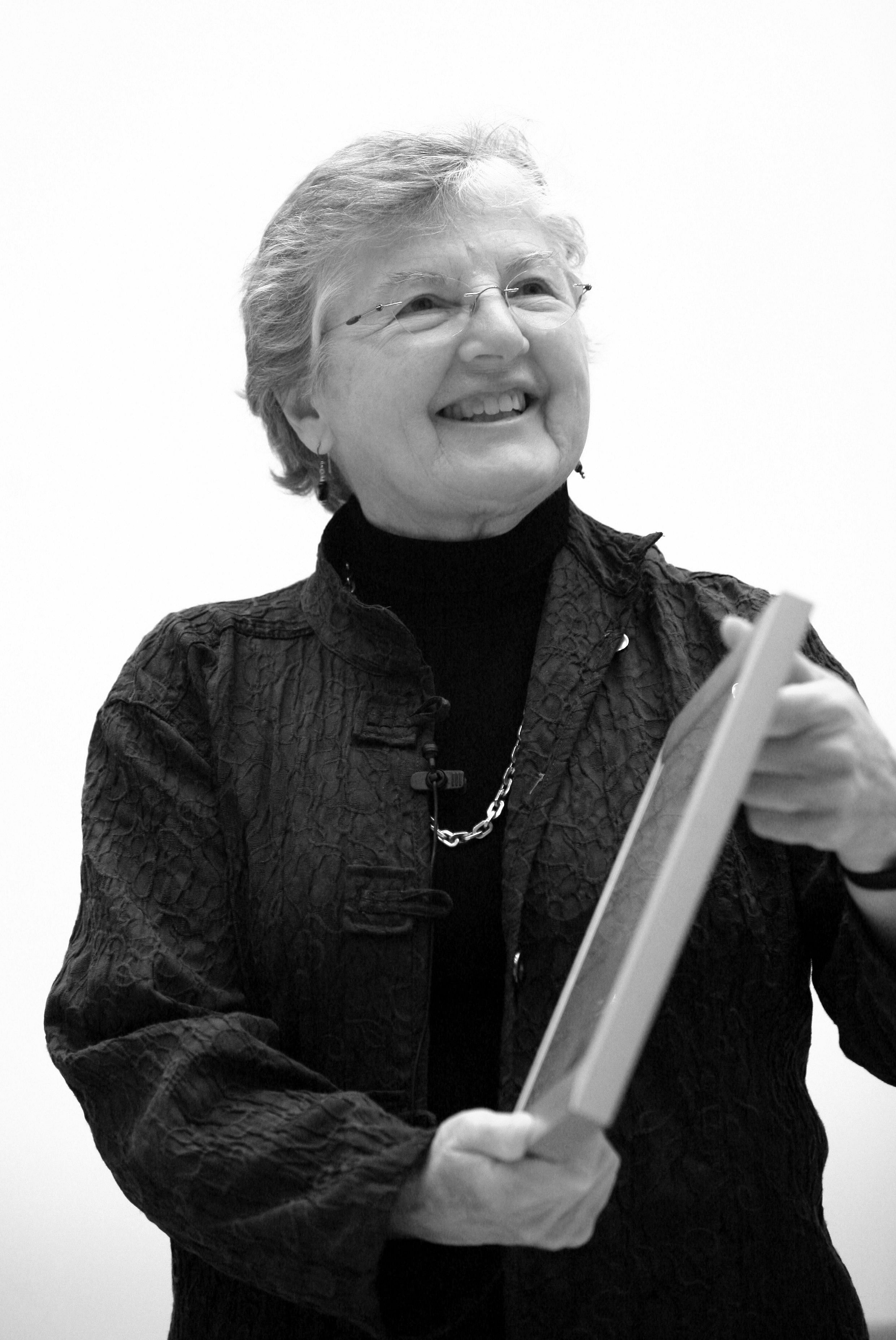
Аллен в EPFL, 6 мая 2008 года

Родилась и выросла на ферме в штате Нью-Йорк. Была старшей из шести детей в семье. Её отец был фермером, а мать учительницей. В 1954 году окончила учительский колледж (ныне Университет штата Нью-Йорк в Олбани), получив степень бакалавра по математике. Степень магистра приобрела в Мичиганском университете в 1957 году, затем непродолжительное время преподавала в школе, однако, недовольная заработком, 15 июля того же 1957 года Аллен устраивается в корпорацию IBM, где проработает следующие 45 лет. В 1991 году Фрэнсис Аллен получила почётный докторский титул от университета Альберты.
В начале 1980-х Фрэнсис Аллен возглавляет исследовательскую группу Parallel TRANslation (PTRAN), в которой занимается вопросами параллелизации вычислений. В течение этой работы Аллен и её сотрудники исследуют основы оптимизации, которые используются сегодня во многих компиляторах.
С 2002 года на пенсии.
Член Американской академии искусств и наук.
Умерла 4 августа 2020 года, в день своего 88-летия.

## Личная жизнь
Была замужем за профессором информатики Нью-Йоркского университета Джейкобом Т. Шварцем, их брак закончился разводом.

## Награды и отличия
- IBM Fellow[англ.] (1989, первая удостоенная женщина)
- Введена в зал славы организации Women in Technology International[англ.] (1997)
- Премия Ады Лавлейс, Association for Women in Computing (2002)
- Премия Тьюринга (2006) — «за новаторский вклад в теорию и практику оптимизации компьютерных программ, послуживший основой для современных оптимизирующих компиляторов и автоматического распараллеливания программ»[11]
- Erna Hamburger Prize[англ.] (2008)

В её честь IBM учреждает в 2007 году премию IBM Ph.D. Fellowship Award.